# Vlek na vodní sporty

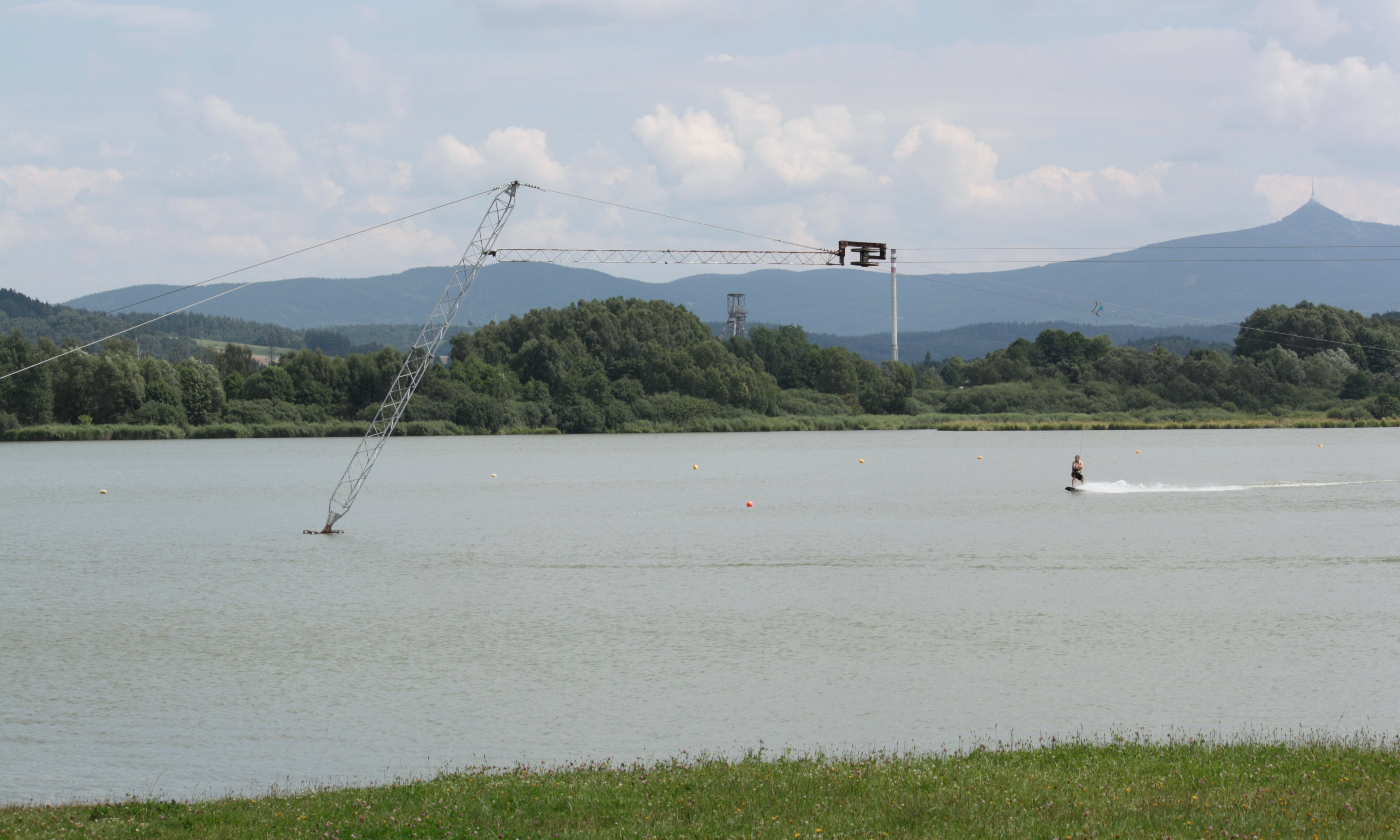
Kabelový vlek na Horeckém rybníku u městečka Stráž pod Ralskem

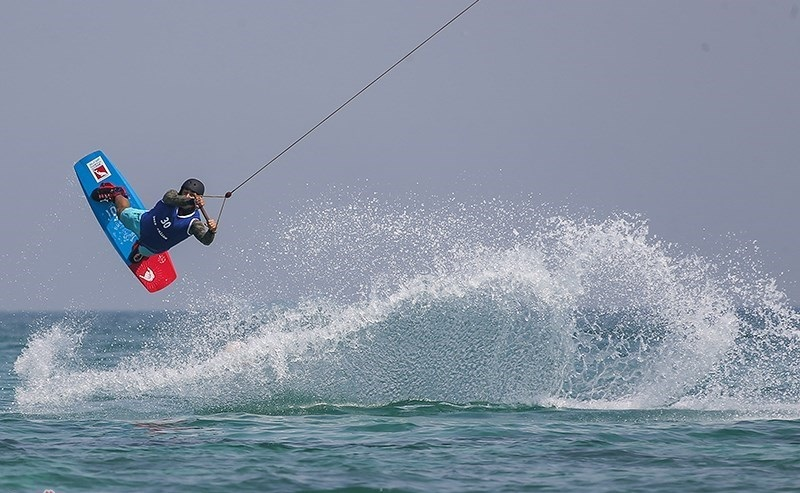
Vodní lyžař na vleku

Vlek na vodní sporty je kabelový vlek používaný k tažení vodních lyžařů a wakeboardistů. Lano není taženo lodí, ale kabelem, který je poháněn elektrickým motorem a princip je podobný jako u lyžařského vleku. Existují dva druhy vodních vleků. Velké, s více sloupy umožňují jízdu více lidí najednou. Jsou náročné nejen na prostor, ale i finančně a k získání povolení. Vleky s dvěma sloupy umožňují v jednu chvíli jízdu jednoho až dvou jezdců, vyžadují menší investice a mají menší prostorové nároky. Velký vlek se skládá ze dvou nad sebou položených lan, a přibližně na každých 80 až 100 metrech lana je mechanismus, který umožňuje za běhu připojovat a odpojovat lano. Na průměrně dlouhém vleku tak může jet 8 až 10 jezdců najednou. Rychlost vleku se pohybuje ve většině případů okolo 30 km/h, což vyhovuje velké skupině sportovců, od začátečníků až po pokročilé. Malý vlek se skládá ze dvou sloupů, mezi nimiž je nataženo ocelové lano, jezdec jezdí tam a zpátky.
Kabely jsou většinou umístěny 8–9 metrů nad vodou, úhel lana proto musí být větší než u lodi (kde je lano uvázáno nejvýše 3 metry nad vodou).
Velkou výhodou kabelových vleků je jejich finančně nenáročný provoz pro sportovce (nepotřebují loď) a jejich šetrnost k životnímu prostředí.
Kabelové vleky vynalezl Němec Bruno Rixen v roce 1959. 